# Бжезьниця (Кросненський повіт)
Бжезьниця (пол. Brzeźnica, нім. Briesnitz) — село в Польщі, у гміні Домбе Кросненського повіту Любуського воєводства.
Населення — 148 осіб (2011).
У 1975-1998 роках село належало до Зеленогурського воєводства.

## Демографія
Демографічна структура станом на 31 березня 2011 року:
|          | Загалом | Допрацездатний вік | Працездатний вік | Постпрацездатний вік |
| -------- | ------- | ------------------ | ---------------- | -------------------- |
| Чоловіки | 70      | 15                 | 50               | 5                    |
| Жінки    | 78      | 21                 | 43               | 14                   |
| Разом    | 148     | 36                 | 93               | 19                   |